# Thallium
Thallium is een scheikundig element met symbool Tl en atoomnummer 81. Het is een zilverwit hoofdgroepmetaal.

## Ontdekking
Thallium is in 1861 ontdekt door de Engelse wetenschapper Sir William Crookes tijdens het spectrofotometrisch onderzoeken van loodresiduen, die overbleven bij de productie van zwavelzuur. Een jaar later werd thallium door Crookes en Claude-Auguste Lamy onafhankelijk van elkaar geïsoleerd.
Thallium betekent in het Grieks groene tak of scheut. Deze naam past het scheikundig element omdat het een zeer heldere groene spectrum-emissielijn vertoont.

## Toepassingen
Het geur- en smaakloze thallium(I)sulfaat is in het verleden veel gebruikt als effectief vergif tegen ratten en insecten. Het is ook door moordenaars gebruikt, vooral omdat de symptomen van thalliumvergiftiging lijken op die van andere dodelijke ziekten. Sinds het einde van de 20e eeuw is het gebruik van thalliumverbindingen niet meer toegestaan als pesticide. Andere toepassingen zijn:
- Onder invloed van infrarood licht veranderen de elektrische geleidingseigenschappen van thallium(I)sulfide, wat het geschikt maakt voor gebruik in fotocellen.
- Kristallen van thallium(I)jodide en -bromide worden gebruikt in infrarode optische apparatuur.
- Met thallium(I)oxide kan glas worden gefabriceerd met een hoge brekingsindex.
- Gecombineerd met zwavel of seleen en arseen kan thallium worden gebruikt om glas te maken met een laag smeltpunt in de orde van 125 tot 150 °C.

Thallium wordt gebruikt voor supergeleiders bij hoge temperaturen.

## Opmerkelijke eigenschappen
Thallium is een zeer zacht en buigzaam metaal. Het heeft een metaalglans, maar onder invloed van de zuurstof uit de lucht verandert het snel in een grauw, blauwgrijs materiaal dat veel op lood lijkt.

## Verschijning
Thallium komt in de aardkorst voor in een concentratie van ongeveer 0,7 ppm. Vaak wordt het aangetroffen samen met kaliummineralen waarvan het lastig is te scheiden en daardoor commercieel onaantrekkelijk is. De belangrijkste thalliumbronnen zijn sporen die worden aangetroffen in koper-, lood- en zinkertsen. Hierin komt thallium voor in de mineralen crooksiet, hutchinsoniet en lorandiet. In het residu dat overblijft bij de productie van zwavelzuur wordt ook thallium aangetroffen.

## Isotopen
| Stabielste isotopen | Stabielste isotopen | Stabielste isotopen       | Stabielste isotopen       | Stabielste isotopen       | Stabielste isotopen       |
| Iso                 | RA (%)              | Halveringstijd            | VV                        | VE (MeV)                  | VP                        |
| ------------------- | ------------------- | ------------------------- | ------------------------- | ------------------------- | ------------------------- |
| 203Tl               | 29,524              | stabiel met 122 neutronen | stabiel met 122 neutronen | stabiel met 122 neutronen | stabiel met 122 neutronen |
| 204Tl               | syn                 | 3,78 j                    | EV                        | 3,800                     | 204Pb                     |
| 205Tl               | 70,476              | stabiel met 124 neutronen | stabiel met 124 neutronen | stabiel met 124 neutronen | stabiel met 124 neutronen |

203Tl en 205Tl zijn de enige stabiele thalliumisotopen. Daarnaast zijn er ongeveer 25 radioactieve isotopen bekend waarvan 204Tl met een halveringstijd van 3,78 jaar het stabielst is.

## Toxicologie en veiligheid
Thallium en thalliumverbindingen zijn uiterst giftig en moeten met grote zorgvuldigheid worden behandeld. Enkele effecten van thalliumvergiftiging zijn haaruitval en beschadiging van het zenuwstelsel. De toxiteit van thallium is te wijten aan de chemische gelijkenis van het thalliumion met het kaliumion. Daardoor wordt thallium snel opgenomen door het weefsel en verstoort het de effecten van de B-vitaminen.

## Varia
- Het element Thallium is vernoemd naar één der Muzen uit de Griekse mythologie: Thaleia.[2]
- Himalayazout kan een kleine hoeveelheid thallium bevatten. Het gehalte is over het algemeen echter dermate laag dat die voor mensen onschadelijk is.[3]
- Shilajit (verkrijgbaar als voedingssupplement) is mogelijk een bron van thallium en andere zware metalen en dient daarom met voorzichtigheid te worden ingenomen en de leveranciers dienen goed te testen op zware metalen.[4]